# Ханами

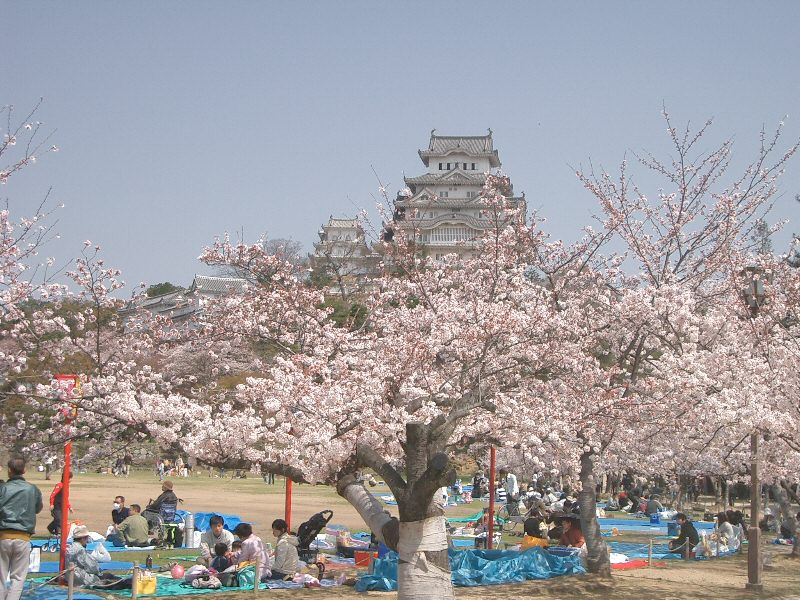
Ханами у замка Химэдзи

Ханами (яп. 花見, любование цветами) — японская национальная традиция любования цветами, стоящая в одном ряду с любованием листьями клёна и луной. Начинает его шествие цветение умэ (японская слива), которое наблюдают по всей стране, но самое знаменитое первое ханами происходит в префектуре Сидзуока (Атами, Югавара) или Одаваре (префектура Канагава). В последние десятилетия XX века традиция наблюдения за цветением сакуры появилась и в других регионах мира, где сакура или близкие ей виды были акклиматизированы: аллеи сакур в Южно-Сахалинске, Ужгороде, Амстердаме и Чикаго превратились в местные достопримечательности к концу XX века.

## Описание

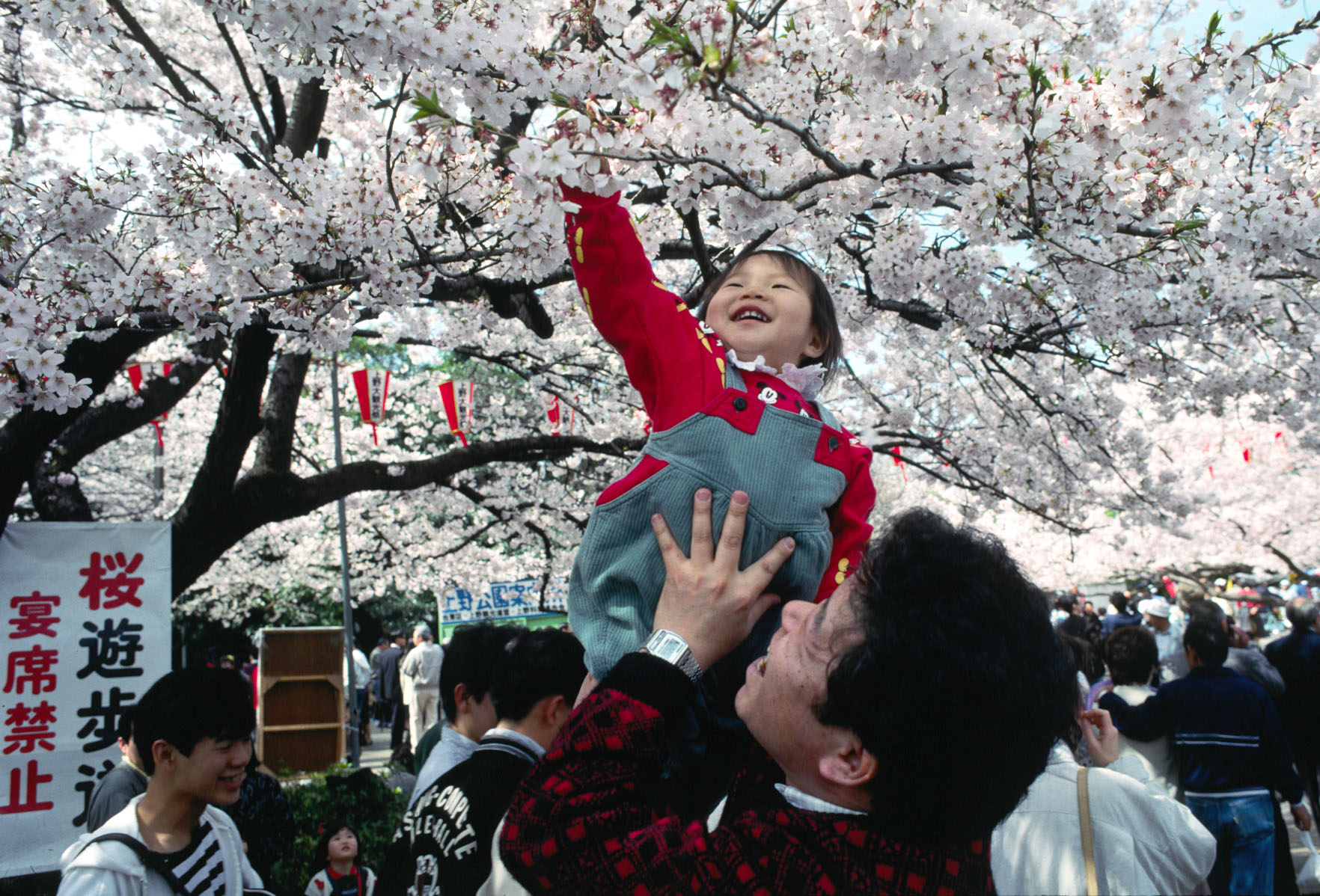
Ханами в парке Уэно в Токио

Ханами — очень кратковременное удовольствие, длится около 7—10 дней, а затем лепестки опадают. При плохой погоде (ветер, дожди) лепестки облетают уже на 5-й день. После умэ цветёт сакура. Оптимальной температурой для цветения сакуры является плюс 18 °C. Учитывая разницу в климате между югом и севером, цветение сакуры в Японии растягивается более чем на три месяца (с конца февраля до конца мая). По телевидению уже в начале марта сообщают сроки цветения сакуры в каждом отдельно взятом районе, в Токио это обычно начало апреля, а также информируют о количестве деревьев в каждом из парков (одним из самых знаменитых парков является парк Уэно). Одно из самых известных мест ханами в Токио — национальный парк Синдзюку-гёэн, в котором растут 1500 деревьев сакуры 75 видов. За ним следует парк Уэно, самый большой городской парк Токио площадью в 626 тыс. квадратных метров, в котором растут 1100 деревьев. Не менее известен парк Сумида, в котором растут около 400 деревьев и под ними установлена уникальная подсветка.
Есть и ханами других цветов: ландыша, подсолнуха, гвоздики, космеи, тюльпанов. О времени их цветения сообщают специальные журналы и передачи на радио и телевидении.
Служащие фирм в день ханами идут в парк и проводят рабочее время на воздухе в окружении начальника и сослуживцев.

О цветении сакуры пишет в своей книге «Ветка сакуры» Всеволод Овчинников: 
Жизнь в Японии не стоит на месте. Но и в стране, где высокими технологиями насыщены все сферы жизни человека, наступает время, когда японцы на миг останавливаются, замирают, чтобы насладиться потрясающим по красоте зрелищем — цветением сакуры. В парках и скверах с началом цветения сакуры устанавливают палатки, продающие разнообразную снедь и напитки, игрушки для детей. В эти дни повсеместно — и в выходные, и в будни — в парки приходит множество желающих провести небольшой пикник под цветущими деревьями. Накануне выходных места, откуда открывается красивый вид, часто занимают ещё с ночи, расстилая под облюбованным деревом пластиковые коврики. Сакурой можно любоваться не только днем, но и ночью. Для этого муниципалитеты стараются заранее установить подсветку под деревья, оттеняющую нежный цвет сакуры. В парках и садах под деревьями устанавливают маленькие фонарики под названием «райт-аппу», которые освещают их снизу, а также высокие фонари из рисовой бумаги «васи», свет от которых мягко падает на цветы. Ночное ханами называется ёдзакура (яп. 夜桜 ёдзакура, «ночная сакура»).

Цветы сакуры, которые опадают, едва успев раскрыться, японцы считают символом своего отношения к прекрасному: воспринять красивое как таковое можно только потому, что красота недолговечна и мимолётна и исчезает до того, как успеет превратиться в нечто привычное и будничное.

## История
Традиция любования цветущей сакурой, как и многие другие современные японские праздники, возникла при императорском дворе. Это произошло ещё в III веке, но особенно традиция ханами распространилась в эпоху Хэйан — придворные проводили часы под цветущими деревьями, наслаждаясь лёгкими напитками, салонными играми и складыванием стихов.
Вначале ханами посвящали цветению горной сливы. Возможно, потому, что слива начинает цвести раньше сакуры и тем самым становится первым по времени воплощением возрождающейся жизни. Но у первенства горной сливы могла быть и другая причина. Умэ завезена в Японию из Китая, и долгое время считалась одним из символов китайской культуры, чьи традиции были образцом для образованных слоёв японского общества ранней эпохи. Потом к сливе присоединилась сакура, затем другие цветы. Первенство сакуры связано с общим поворотом японского общества в конце IX века в сторону обретения национальной самобытности. В 894 году в Японии упразднена практика отправки посланников в Китай, к императорскому двору, и с тех пор начался процесс ослабления зависимости от влияния китайской культуры. В основном сейчас ханами посвящено сакуре, но многие почитатели ханами и сейчас в первую очередь посвящают ханами сливе, цветущей не менее красиво, чем сакура: от белого до тёмно-розового цветов.

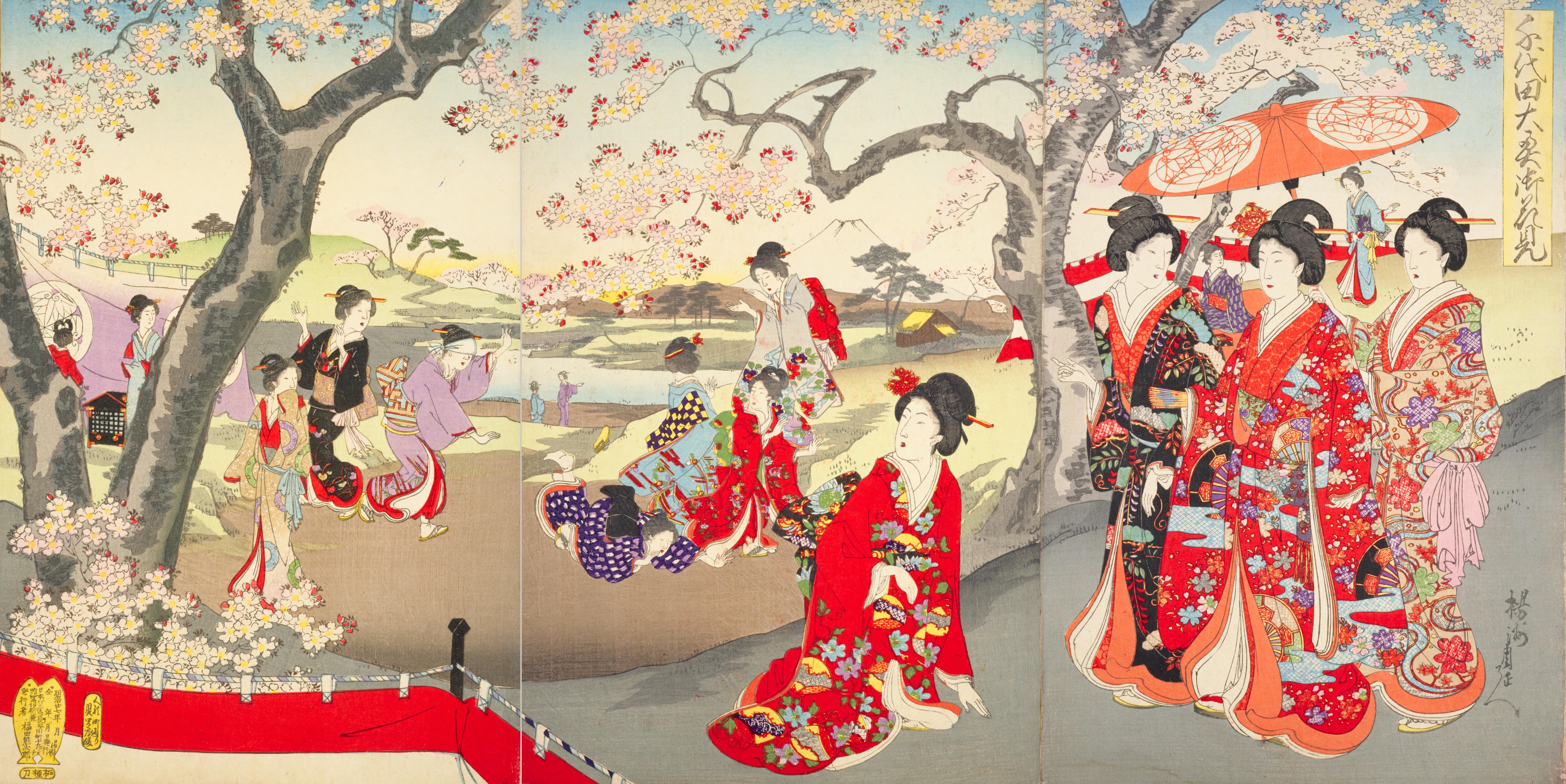
Тоёхара Тиканобу — Женщины из Ооку любуются цветением сакуры во время ханами, 1894

В коротком, блистательном цветении сакуры и сливы, которое продолжается от недели до десяти дней, видели глубокий смысл: размышляя о быстротечности жизни, почитатели цветения отождествляли опадающие лепестки цветов с быстротечностью и красотой жизни, с храбростью и чистотой помыслов. В период Эдо эта традиция широко распространилась и стала неотъемлемой частью японской культуры.
В самом начале возникновения ханами цветение означало начало сезона посадки риса, и поэтому было символом урожая и возрождения жизни, наступления нового года. Духу цветов совершали подношения. Постепенно в традицию стали включаться элементы развитой культуры, и ханами превратилось в один из главных обычаев японской классической традиции. Особый расцвет ханами связан с эпохой Токугава, когда власти приказали сажать сакуру в Японии повсеместно, с целью укрепления традиций японской нации. Тогда ханами из аристократической традиции стало постепенно превращаться в общенародную.

О развитии традиции ханами пишет Татьяна Григорьева в книге «Путь сердца» : 
Любование цветущей сакурой вошло в список официальных праздников и обрядов. Одно из самых знаменитых «ханами» было проведено в 1598 году военачальником Тоётоми Хидэёси. После достижения полной победы над князьями-сепаратистами и установления контроля над всей страной Хидэёси возглавил процессию в составе 1300 человек к храму Дайго в Киото, у которого состоялось празднование по поводу цветения сакуры. Это событие стало излюбленным сюжетом многочисленных поэм и постановок театра «Но». В следующем столетии простые люди стали все больше разделять любовь к «ханами» своих господ. Во время правления сёгуната Токугава (1603—1867 годы) множество деревьев сакуры было привезено с горы Ёсино (префектура Нара) в Эдо для украшения нового политического центра страны. Благодаря установленной сёгуном системе «санкин котай», когда каждый японский феодал был обязан прожить в Эдо не менее года, огромное количество деревьев сакуры были доставлены в вещевых обозах в столицу из всех уголков страны. В это время появляются и новые сорта деревьев, которые были выведены в результате как естественного, так и искусственного скрещивания.

## Умэ
Деревья сливы «умэ» были завезены на Японские острова из Китая. Японцам очень полюбились деревья умэ, и так широко распространились, что стали неотъемлемым элементом японского пейзажа. В Японии существовал заимствованный из Китая обычай, во время цветения сливового дерева устраивать турниры поэтов на лучшие стихи о сливе. Цветёт умэ в Японии с конца декабря по конец марта. Раньше всего сливовые деревья зацветают в городе Атами (префектура Сидзуока). Здесь, в основном с 15 января, в течение месяца, проводится праздник цветения сливы, во время которого проходят состязания певчих птиц (обычно соловьёв) и соревнования фотографов на лучший снимок пейзажа с цветущим деревом сливы. В саду Атами произрастают около 1300 сливовых деревьев ста разнообразных сортов. В Японии специально создают сливовые сады с целью поддержания народной традиции. В подобных садах, в период цветения сливовых деревьев, проводятся разнообразные фестивали.

## Цитаты
В японских летописях «Кокинсю» изложена одна из легенд, ставшая, возможно, одним из источников ханами.
Легенда о сакуре

Когда спустившемуся с высоких Небес на острова Японии богу Ниниги были предложены на выбор две дочери бога гор, он выбрал младшую сестру по имени Ко-но хана сакуя-химэ (яп. 子の花咲くや姫, дословно «цветущая»), а старшую, Иванага-химэ (яп. 岩長姫, «высокая скала») — отослал отцу, поскольку он счел её безобразной. Тогда отец разгневался и поведал о своем первоначальном замысле: если бы Ниниги выбрал себе в супруги Иванага-химэ, жизнь потомков Ниниги была бы вечной и прочной — подобно горам и камням. Но Ниниги совершил неправильный выбор, и потому жизнь его потомков, то есть всех японских людей, начиная от самих императоров и кончая простолюдинами, будет бурно-прекрасной, но недолговечной — как весеннее цветение.
«По красоте и изяществу, на которых и основаны эстетические принципы нашей культуры, с цветком сакуры не может сравниться никакой другой цветок в мире», — писал Инадзо Нитобэ (1862—1933) в книге «Бусидо».

## Ханами в России

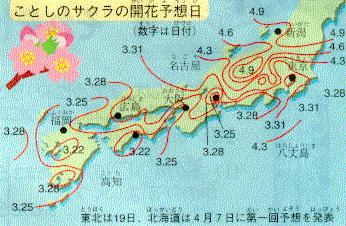
Прогноз смещения «фронта сакуры» по данным за 2006 год. В России цветение начинается в мае

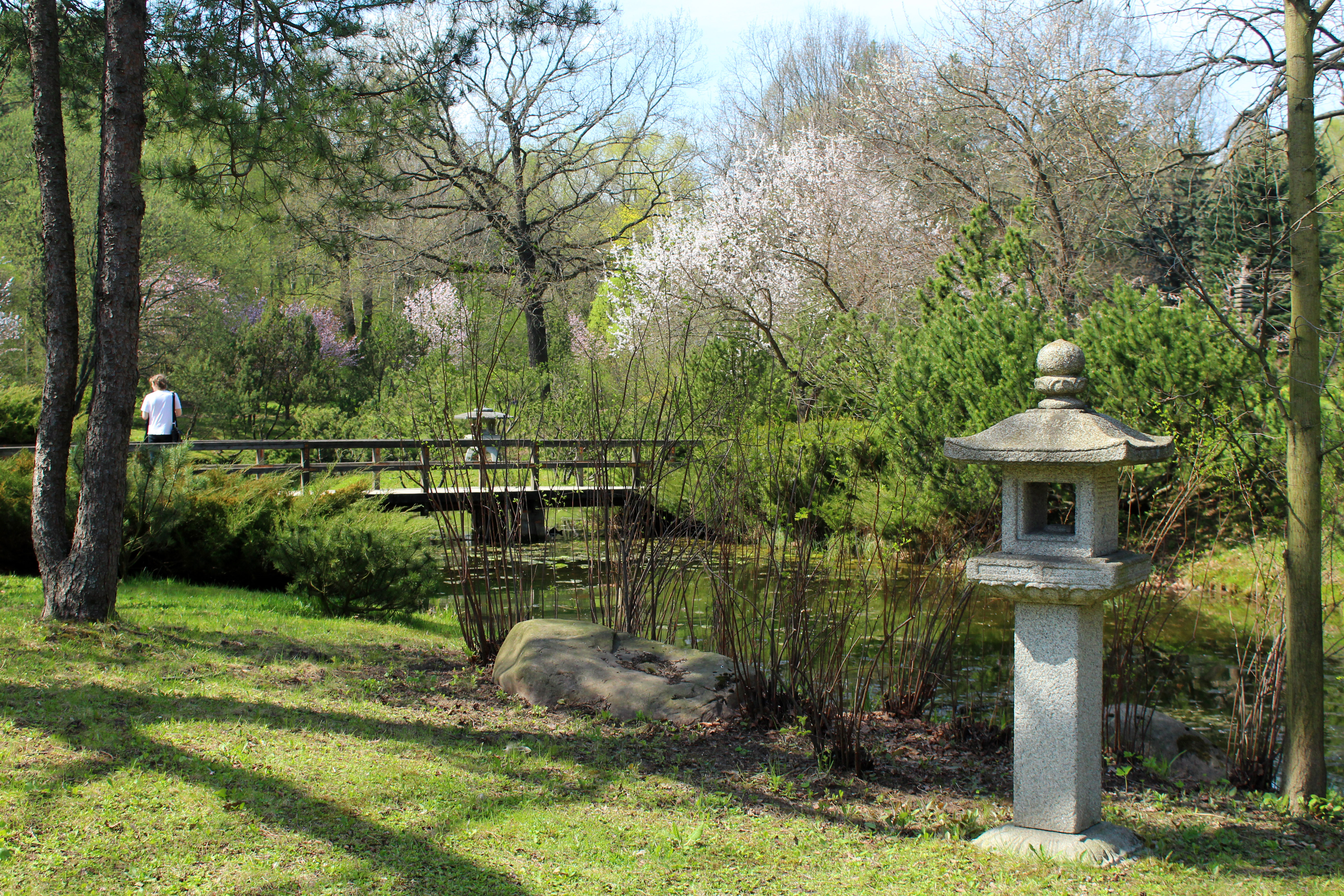
Японский сад на территории Главного ботанического сада имени Н. В. Цицина РАН во время цветения сакуры

Японская знать могла себе позволить совершать своеобразное паломничество с юга страны на север, чтобы неоднократно любоваться цветением сакуры. В начале XX века  резиденции на Хонсю, Хоккайдо и Сахалине давали такую возможность и самому императору. Праздник цветения сакуры в довоенной Японии заканчивался на западном побережье Сахалина в современном Холмском районе, где был посажен специальный императорский сад. В Карафуто, как и в других колониях, японцы старались активно сажать деревья сакуры, что являлось одним из способов высказывания претензий на данную территорию. Таким образом, после её перехода в состав РСФСР на Сахалине сохранились хорошо акклиматизированные деревья местной разновидности. В самом Южно-Сахалинске имеется несколько мест где все желающие могут понаблюдать за цветением сакуры. К ним относится территория областного краеведческого музея, участок близ бывшего банка «Сахалин-Вест» на проспекте Победы. Здесь растут деревья сахалинской и курильской разновидностей.  Кроме этого, саженцами сакуры, привезённой из Японии в 2006 году, высажена целая аллея в городском парке им. Ю. А. Гагарина. Сроки цветения её на Дальнем Востоке могут сильно варьироваться от года к году. В холодную весну она зацветает в конце мая, если же весна выдалась тёплой то это происходит в начале или середине месяца.
Японский сад Главного ботанического сада имени Н. В. Цицина РАН в Москве также насчитывает около 250 сакур сортов эдзо-яма и тисима, 40 из которых регулярно цветёт, а самое большое дерево достигает высоты 5 метров. Чтобы не пропустить время созерцания, сайт японского посольства в Москве публикует календарь сроков цветения.

## Проявления ханами

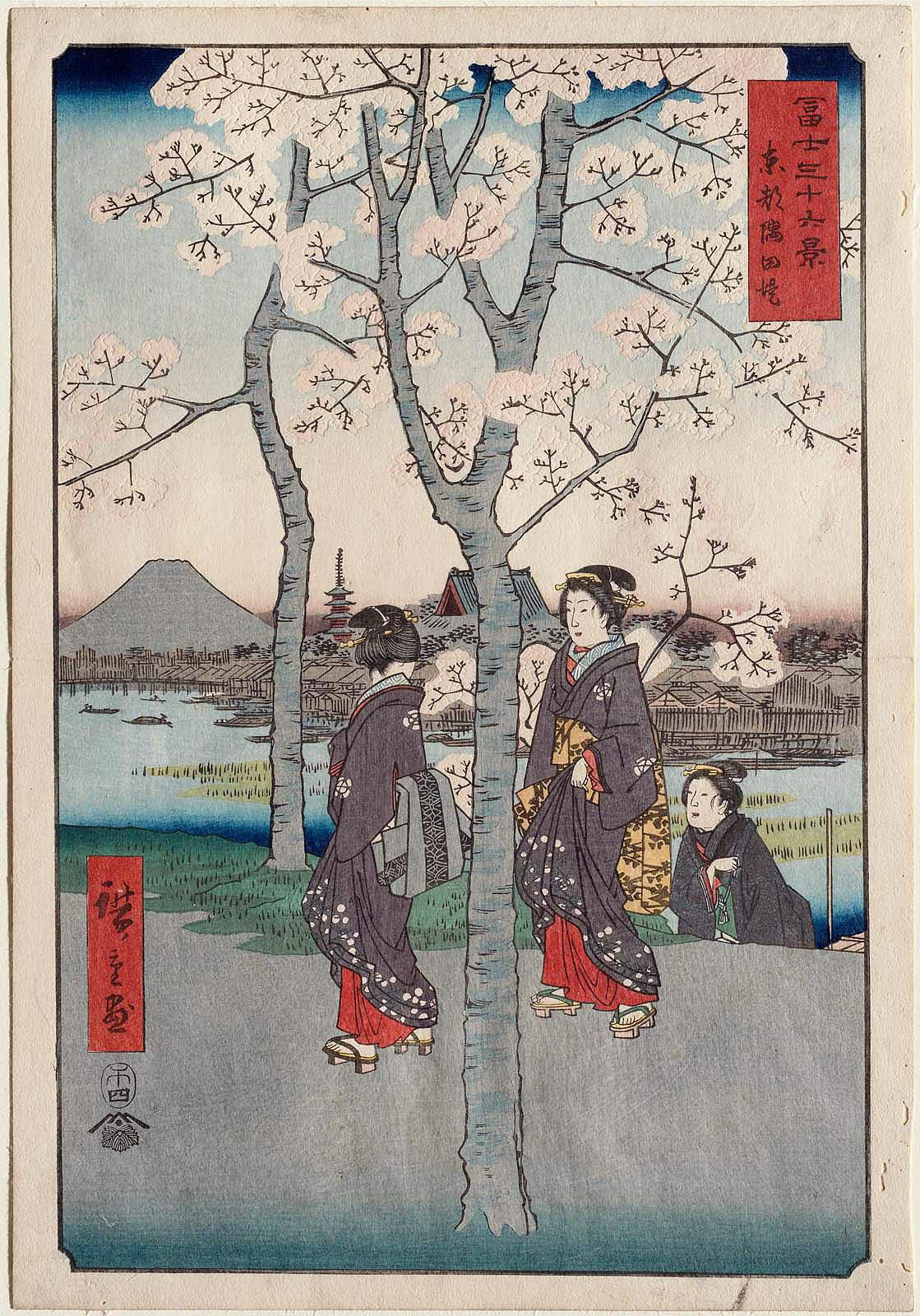
1832
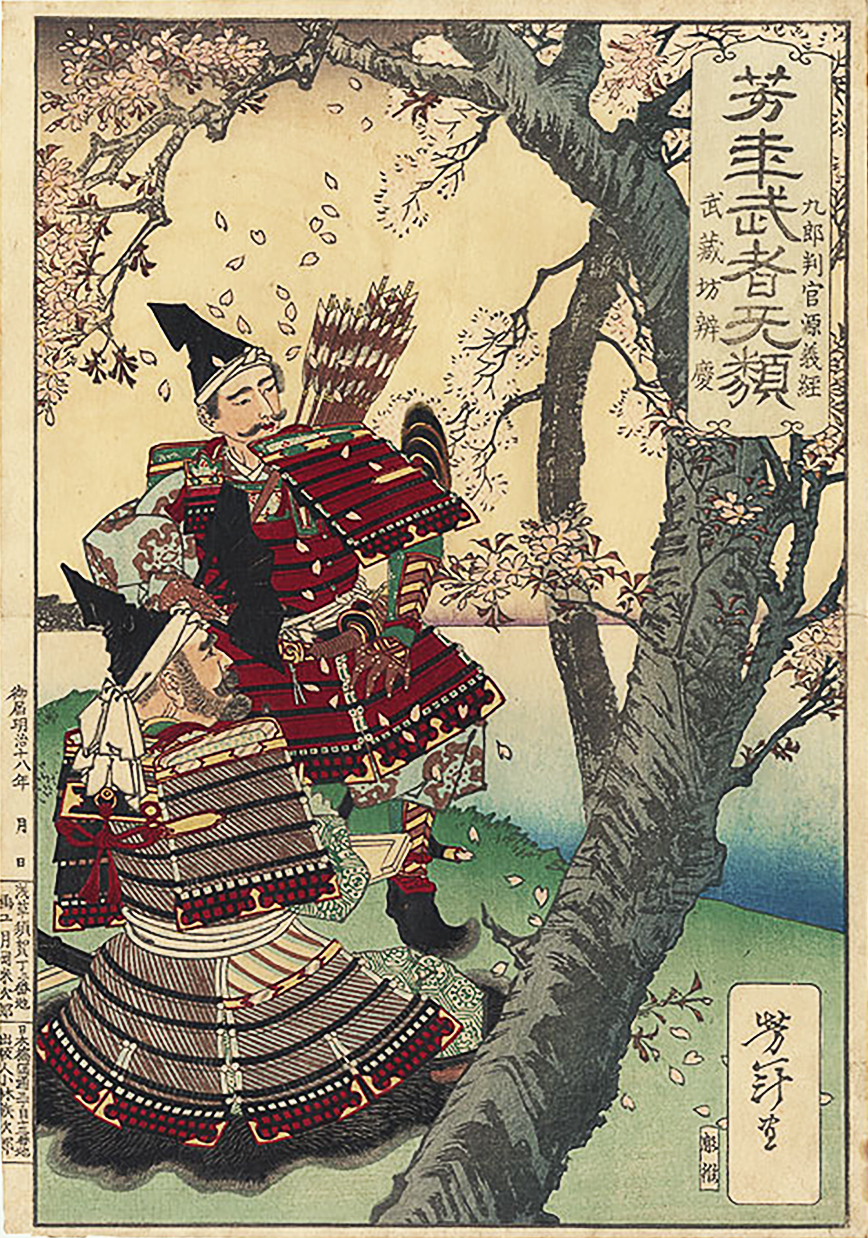
1885
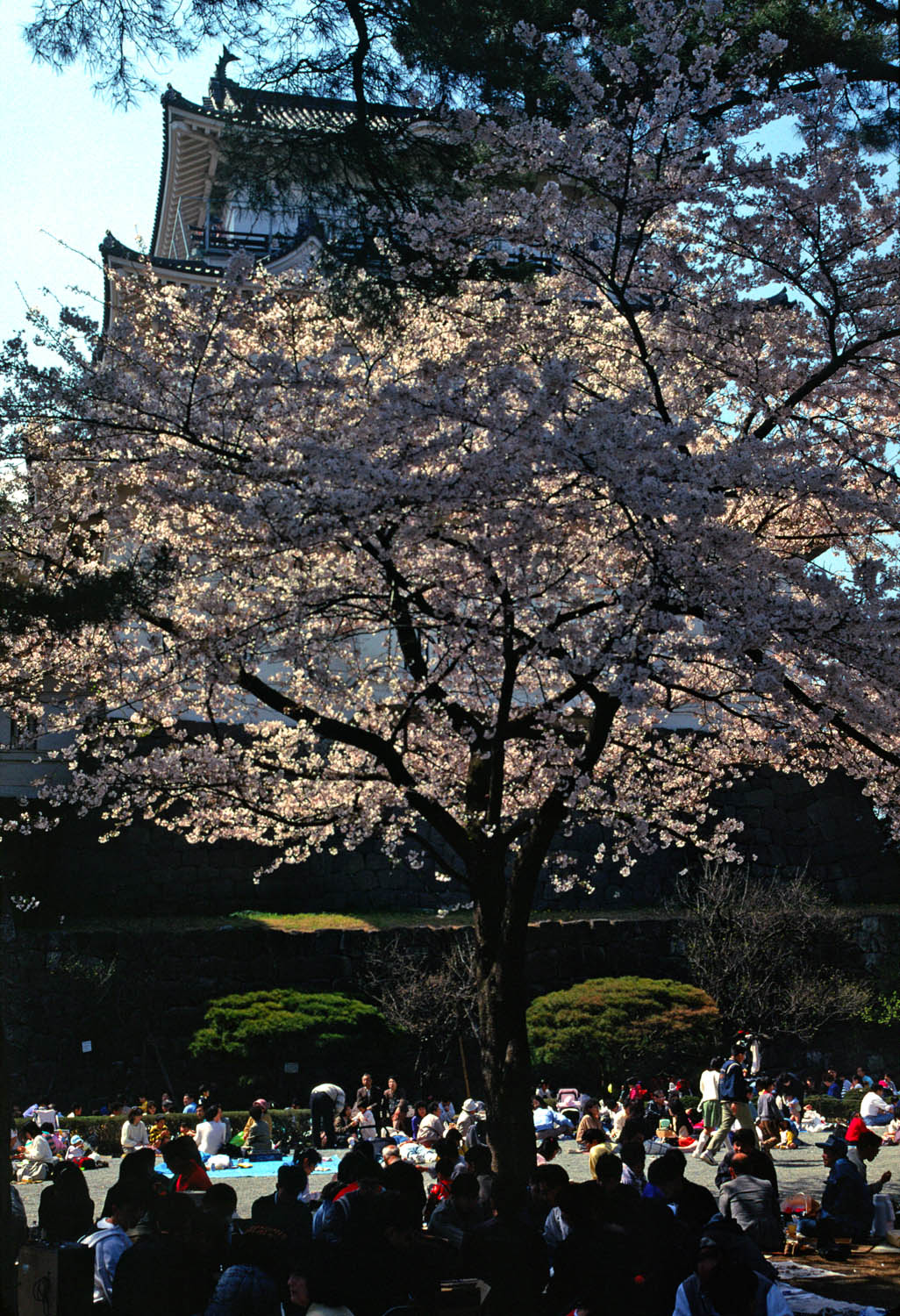
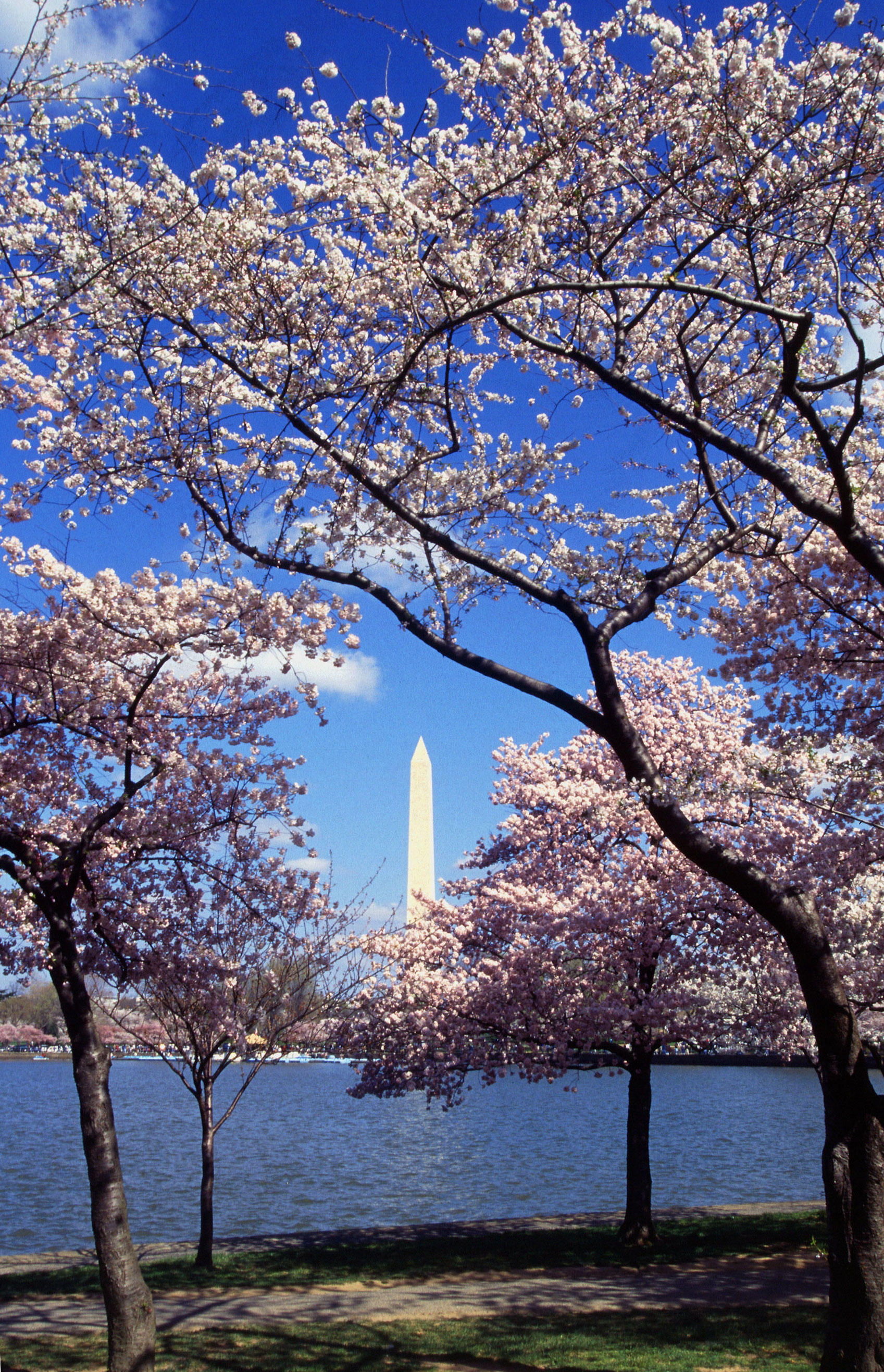
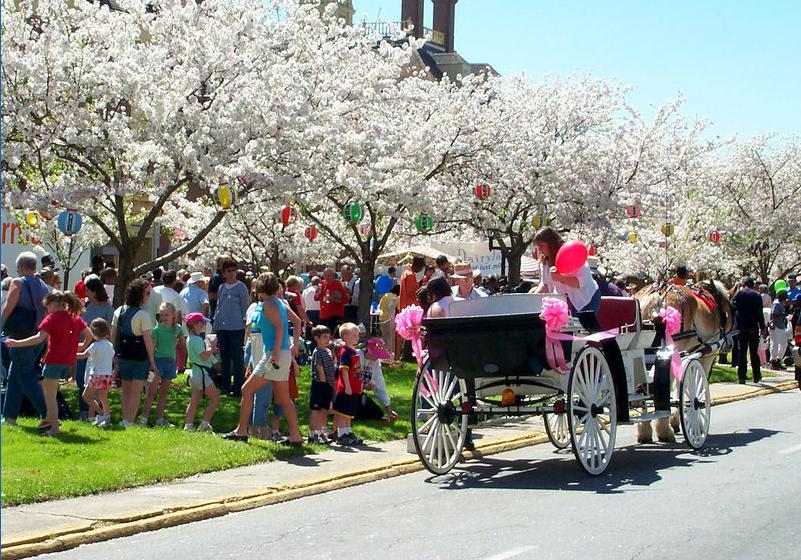